# Oakdale, Louisiana
Oakdale är en stad i Allen Parish i Louisiana. Orten hette ursprungligen Dunnsville och grundades av William T. Dunn. Vid 2010 års folkräkning hade Oakdale 7 780 invånare. En av fångarna som har suttit i det federala fängelset i Oakdale är Alabamas tidigare guvernör Don Siegelman som frigavs 2017.